# جوناثان جون
جوناثان جون (بالإنجليزية: Jonathan John) هو لاعب كرة قدم نيجيري، ولد في 9 مايو 2001 في كادونا في نيجيريا. لعب مع نادي سلوتسك.